# Teodorico I da Austrásia
Teodorico I (ca. 487 — 533 ou 534) foi o rei merovíngio de Metz e Reims, ou Austrásia de 511 a 533 ou 534.